# Paradelphomyia (Oxyrhiza) brachyphallus
Paradelphomyia (Oxyrhiza) brachyphallus is een tweevleugelige uit de familie steltmuggen (Limoniidae). De soort komt voor in het Afrotropisch gebied.